# Grube Adolf
Die Grube Adolf war ein Bergwerk in Merkstein, einem Stadtteil von Herzogenrath. Sie gehörte zu den Gruben des Aachener Steinkohlenreviers und förderte von 1913 bis 1972 Steinkohle.

## Geschichte
Die Konzession Merkstein für die Steinkohleflöze im Bereich der späteren Grube Adolf hatte der Eschweiler Bergwerksverein (EBV) bereits Mitte des 19. Jahrhunderts zusammen mit der Grube Anna im benachbarten Alsdorf erworben. Aber erst Ende des Jahrhunderts beschloss der EBV, zwischen Merkstein und Plitschard auf freiem Feld eine neue Grube zu errichten. Am 12. Juni 1889 wurde für die Grube der erste Spatenstich getätigt. Ihren Namen erhielt sie nach Adolf von Steffens, von 1871 bis 1898 Aufsichtsratsvorsitzender des EBV.
Aufgrund der starken Wasserführung in den darüberliegenden Gesteinsschichten erreichte der abgeteufte Schacht erst 1908 die erste Kohle. Ein Jahr später wurde ein Durchschlag zur benachbarten Grube Anna II hergestellt, der der Bewetterung diente. Die schwierigen Abteufarbeiten zwangen den EBV sogar dazu, 1904 und 1910 benachbarte Kohlenfelder zu verkaufen.
1910 wurde auf Adolf die erste Dampffördermaschine aufgestellt. 1912 wurde eine Ziegelei auf dem Grubengelände errichtet. Der EBV baute auch für die Bergleute neue Siedlungen in Merkstein, die den Ort erheblich anwachsen ließen.
1913 gelang es schließlich, die Förderung in Gang zu bringen. 1923 war der benachbarte Wetterschacht fertig, seitdem war Adolf eine eigenständige Grube. Insgesamt besaß Adolf zwei Schächte, die Bewetterung erfolgte gemeinsam mit benachbarten Gruben. Die Grube besaß einen eigenen Zechenbahnhof mit Gleisanschluss an den Bahnhof Merkstein sowie eine eigene Gleisverbindung nach Alsdorf zum Bahnhof der Grube und Kokerei Anna.
1929 wurde auf Adolf als erster Grube des EBV der komplette Untertagebetrieb von Druckluft auf elektrischen Antrieb umgestellt. In den 30er Jahren erhielt Adolf auch eine moderne Kohlenwäsche.
Im Zweiten Weltkrieg wurde durch die Kämpfe im Raum Aachen wiederholt die Stromversorgung der Gruben des Aachener Reviers beeinträchtigt. Auch auf Adolf soffen dadurch mehrere Sohlen ab und wurden schwer beschädigt. Nach Beseitigung der Kriegsschäden konnte aber die Förderung rasch wieder in Gang gebracht werden. 1959 erreichte sie mit 939.705 Tonnen Kohle ihren historischen Jahreshöchststand. Anfang der 70er Jahre betrug die Belegschaft rund 2.900 Mann. Mit dem seit 1963 vollständig mechanisch erfolgenden Abbau erreichte Adolf 1971 eine Schichtleistung von 3,4 Tonnen je Mann.
1972 wurde auf der 860-m-Sohle der Verbund mit der Grube Anna hergestellt. Damit endete die Förderung in Merkstein, die beiden Schächte wurden kurze Zeit noch zur Seilfahrt und dann nur noch als Wetterschacht genutzt. Die noch anstehende Kohle wurde bis 1982 auf Anna und danach auf der Grube Emil Mayrisch, der vorletzten Grube des Aachener Reviers, zutage gefördert. Die Ziegelei war schon 1968 stillgelegt worden.

## Verbliebene Gebäude
Die Werksanlagen der Grube Adolf wurden nach der Stilllegung abgerissen, nachdem die Fördertürme zunächst einige Jahre noch aufgrund ihrer Funktion als Wetterschacht beibehalten worden waren. Erhalten geblieben ist das Fördermaschinenhaus, in dem immer noch die Dampfmaschine aus dem Jahr der ersten Förderung steht. Daneben sind auch noch zwei Grubenlüfter erhalten. Betreut wird das Ensemble vom Verein „Bergbaudenkmal Adolf e. V.“. Markanteste Hinterlassenschaft ist allerdings die direkt an das Grubengelände anschließende Bergehalde.

Impressionen
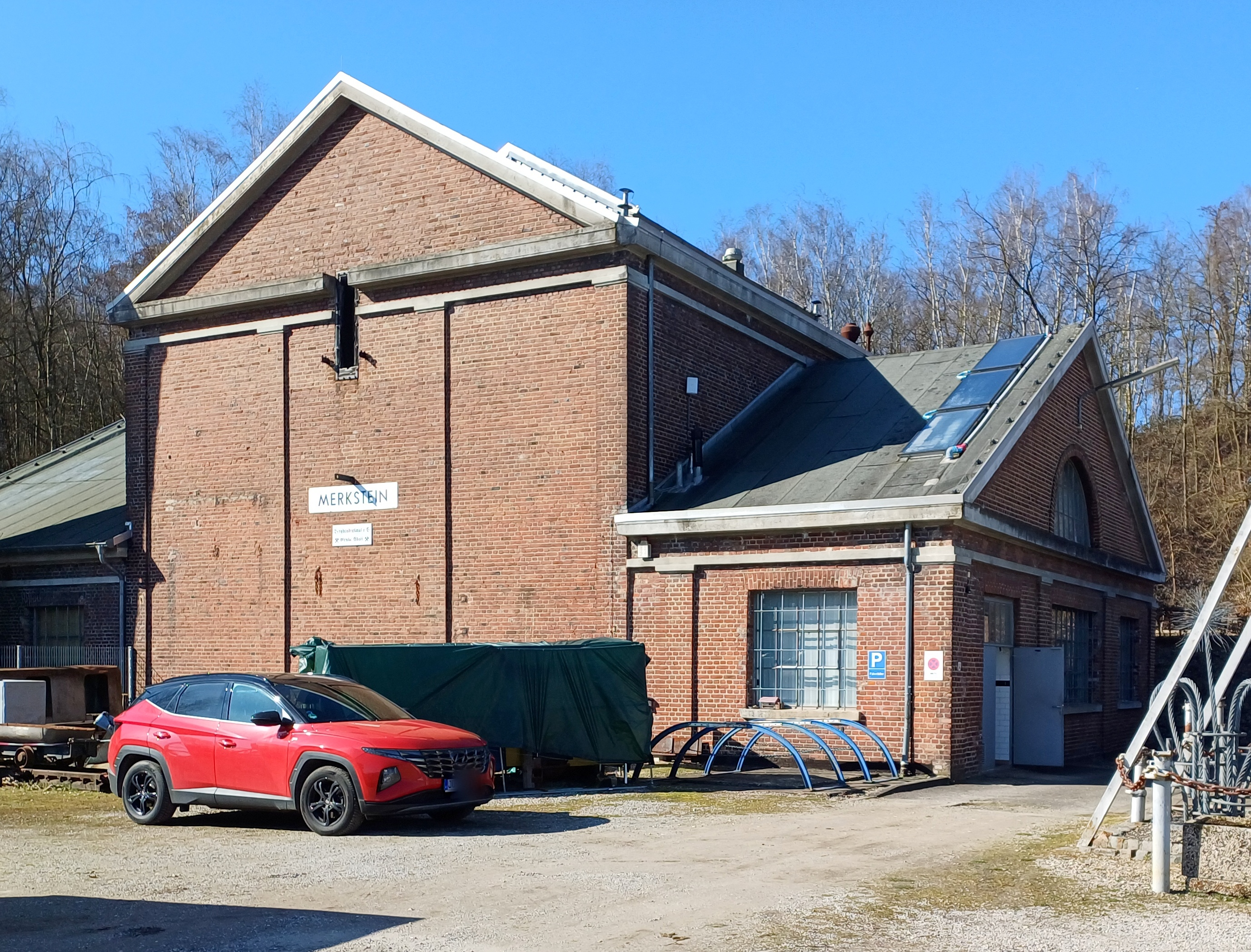
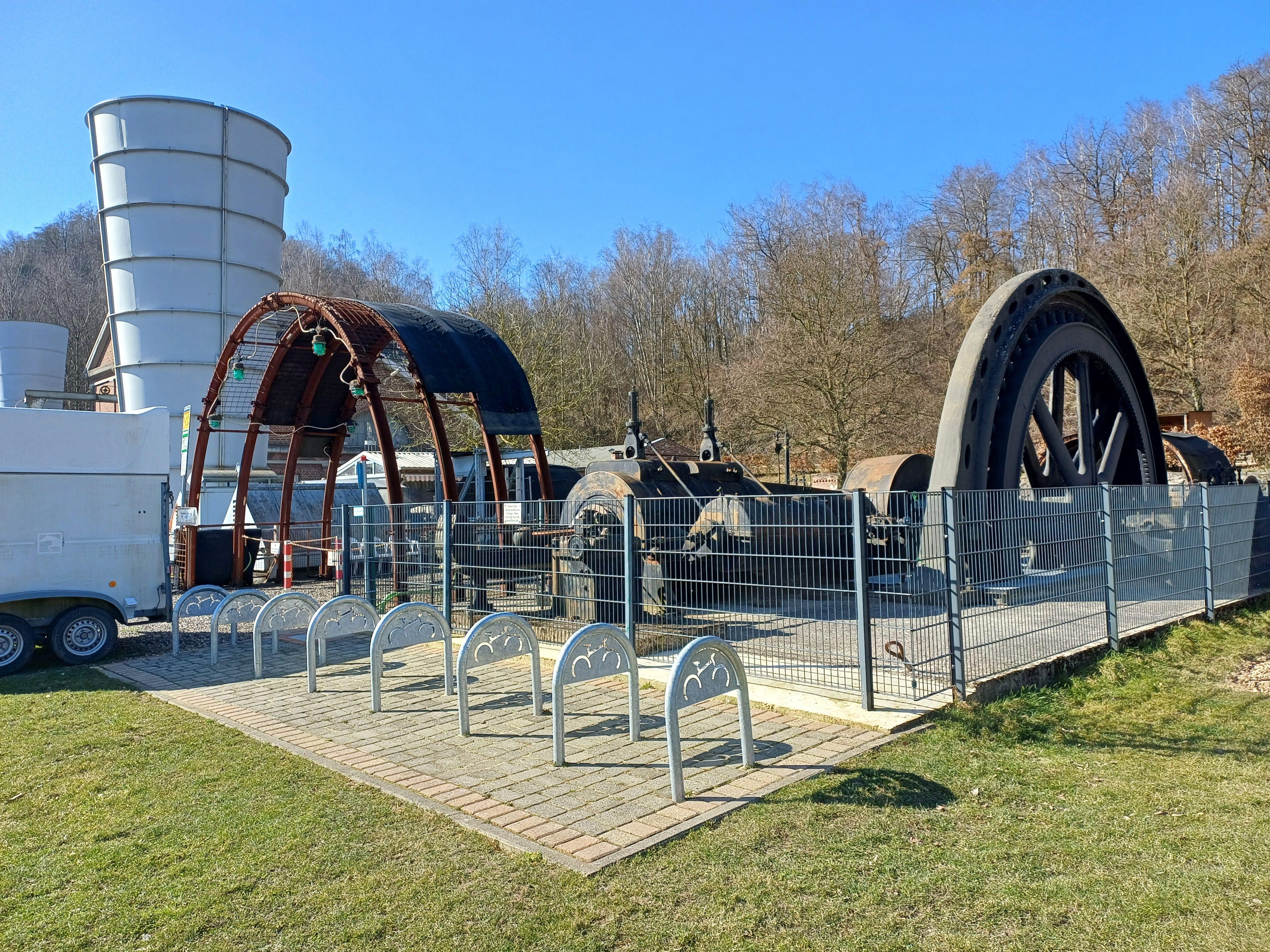
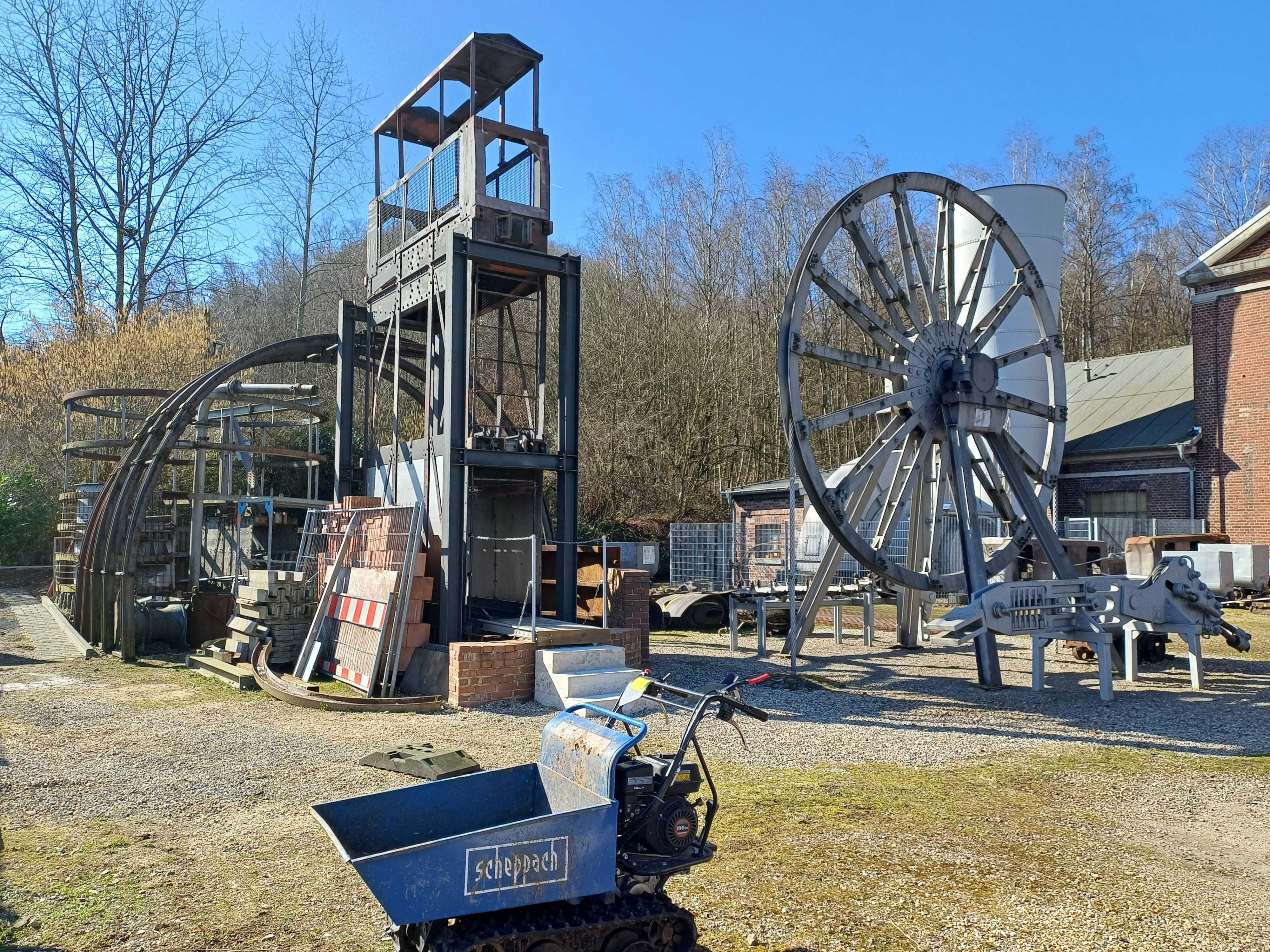
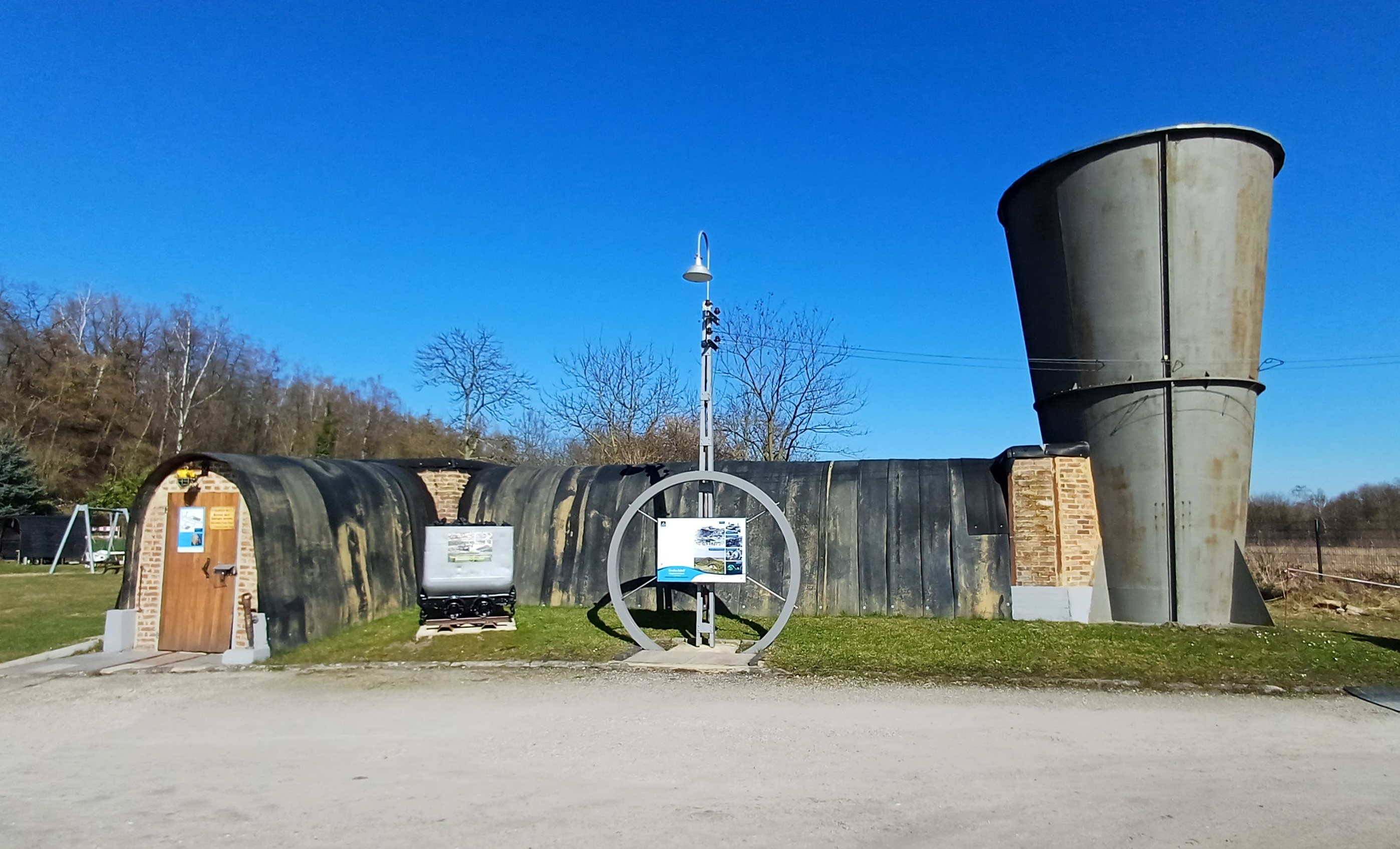
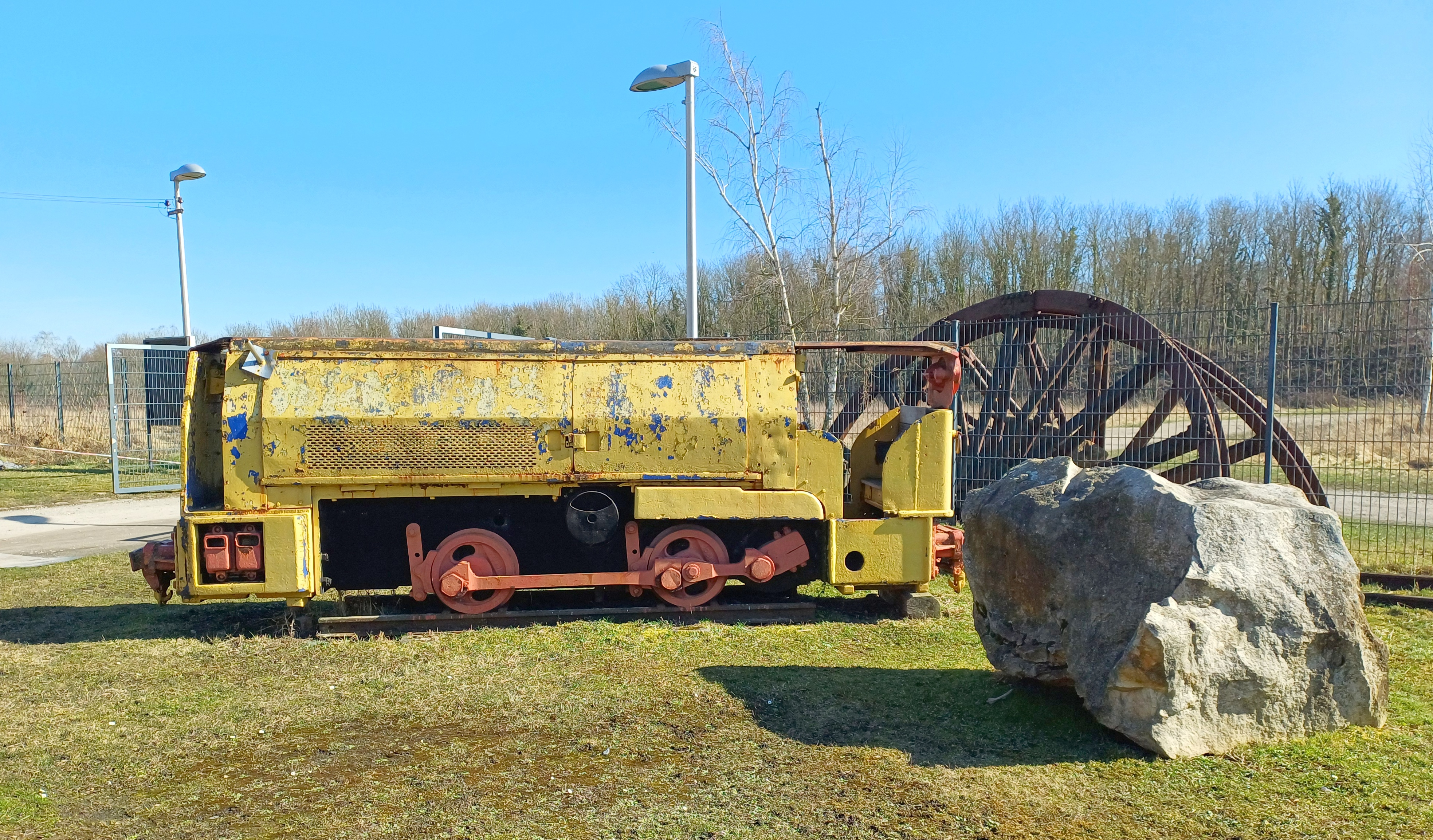
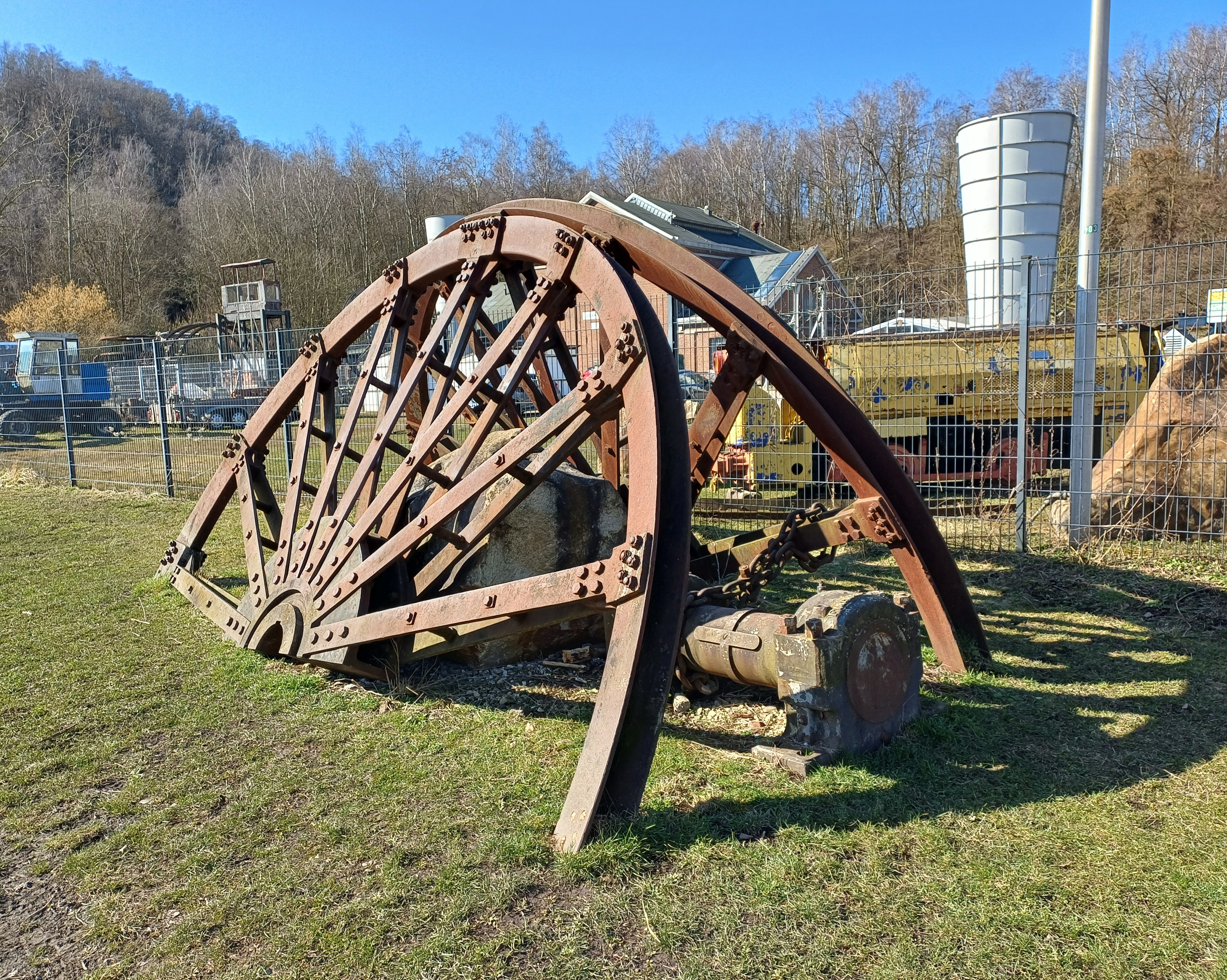
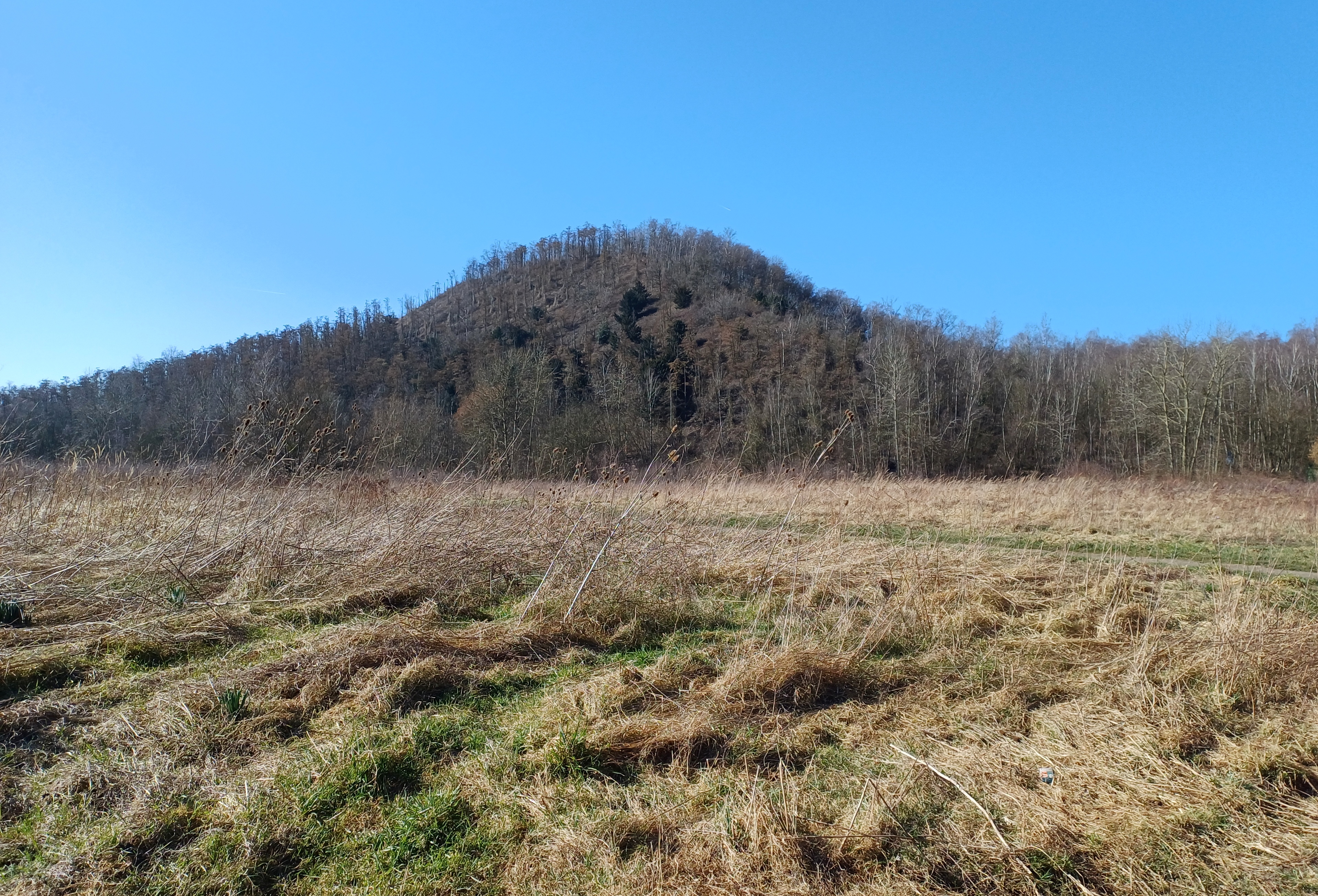